# Martija
Martija je bio perzijski plemić, sin Zinzakriša, te satrap Elama od 522. do 521. pr. Kr. Njegovo ime na perzijskom jeziku znači „ratnik“. Martija je nastavio elamsku pobunu protiv perzijskog vladara Darija Velikog, koju je u rujnu 522. pr. Kr. započeo njegov prethodnik Aššina, no brzo je poražen. Tijekom zime iste godine Martija se okrunio kao „Ummaniš“, no budući kako nije predstavljao izravnu prijetnju Darijevim interesima, dopustio mu je da vlada određeno vrijeme. Ipak, nakon što je Darije Veliki u Mediji ugušio pobunu Fraorta, prilikom njegovog puta natrag u Perziju elamsko stanovništvo odlučilo je kako je bolje ubiti pobunjenog Martiju. Pretpostavlja se kako se taj događaj odigrao u lipnju 521. pr. Kr., budući kako su na Darijevim Behistunskim natpisima svi njegovi protivnici poslagani kronološki prema datumima njihove smrti. Primjerice, Martija se nalazi iza Fraorta. U Elamu je određeno vrijeme vladao mir, sve dok se novi satrap Atamaita nije pobunio u jesen 521. pr. Kr. nakon čega ga je porazio perzijski general Gobrias, kojeg je Darije imenovao novim elamskim satrapom.

## Poveznice
- Darije Veliki
- Gobrias
- Atamaita
- Aššina

| Prethodnik:                        | Satrap Elama (listopad 522. - lipanj 521. pr. Kr.) | Nasljednik:                                 |
| Aššina (? - listopad 522. pr. Kr.) | Satrap Elama (listopad 522. - lipanj 521. pr. Kr.) | Atamaita (lipanj 521. - jesen 521. pr. Kr.) |

## Vanjske poveznice
- Martija (Livius.org, Jona Lendering)  Arhivirana inačica izvorne stranice od 27. ožujka 2010. (Wayback Machine)